# Мой любимый телохранитель
«Мой любимый телохранитель» (кит. трад. 我的特工爺爺, упр. 我的特工爷爷, палл. Во дэ тэ гун е е, англ. My Beloved Bodyguard) — криминальный боевик режиссёра Саммо Хуна, с ним же в главной роли.

## Сюжет
Действие фильма происходит в 2000-х годах в небольшом китайском городе, расположенном на северо-востоке КНР, недалеко от границы с РФ. Старый, толстый мужчина по имени Дин становится свидетелем того, как банда наносит ножевые ранения мужчине, но когда его вызывает полиция, чтобы опознать подозреваемого, он колеблется и не может этого сделать. Полиция исследует прошлое Дина и обнаруживает, что он бывший офицер Центрального бюро безопасности из Пекина, и они полагают, что он страдает деменцией. Вернувшись домой, Дина часто приглашает на ужин его домовладелеца Пак, пожилая женщина, которой он нравится. Дин, в свою очередь, часто заботится о маленькой девочке по соседству по имени Черри, чей отец, Ли, является заядлым игроком.
Когда Ли оказывается в долгах из-за своего пристрастия к азартным играм, Чхве, который оказывается лидером банды, вынуждает Ли приступить к преступному заданию. Ли отвозят в отель и просят украсть сумку у лидера русской банды. Поднята тревога, но Ли убегает с сумкой после затяжной погони. Однако, узнав, что его долг не погашен, Ли скрывается, взяв с собой сумку. Чхве в ответ посылает людей похитить дочь Ли. Тем временем лидер русской банды злится и в отместку планирует нападение на банду Чхве.
Члены банды Чхве следуют за Черри и нападают на дом Дина после того, как она входит в него, но, к их ужасу, Дин оказывается замечательным мастером рукопашного боя, и они скрываются, чтобы избежать ареста, а Чхве отправляет двоих из них прятаться в сельской местности. Полиция, заметив исчезновение Ли, отправляет Черри жить к её тёте и дяде. Однако вскоре тётя и дядя хотят выгнать ее, и Дин соглашается приютить её. Затем однажды ночью Черри пропадает, и, более того, Ли внезапно появляется в доме Дина, принося деньги, чтобы отблагодарить Дина за его помощь. Когда Ли выходит из дома, банда Чхве нападает на него и убивает, а сумку забирают обратно.
Дин, которого годами мучает чувство вины с тех пор, как его внучка пропала без вести, решает вернуть Черри, применив силу. Он посещает игорный дом, требуя освобождения Черри, и когда банда Чхве пытается убить его, он побеждает около двадцати из них, включая опытного убийцу с ножом. В этот момент появляются некоторые из членов русской банды и начинают убивать остальных людей Чхве, пытаясь вернуть украденные деньги. Увидев это, Чхве убегает, но получает ранение в ногу. Члены русской ОПГ продолжают атаковать Дина, полагая, что он работает на Чхве, и Дин вынужден их убить. В то же время полиция во главе с сыном Пака преследует двух главарей русской банды, которые погибают при столкновении с грузовиком. К Чхве, который думает, что он в безопасности, подходят двое подчинённых, которых он отправил в сельскую местность. Они добивают Чхве и грабят его, получая за это вознаграждение от русских.
После инцидента умственное здоровье Дина ухудшается, и он парализован из-за потери Черри. Полиция не пытается обвинить Дина, признавая, что его действия были самообороной. Внезапно Черри возвращается, показывая, что она просто сбежала, чтобы жить в доме друга. Даже когда Дин забывает членов своей семьи, он помнит свои отношения с Черри, которая заботится о нём до самого старения. В сцене после титров два сельских преступника случайно сталкиваются с группой тренирующихся военных полицейских НОАК, которые замечают обоих и бросаются в погоню. После того, как их догоняют и задерживают, оставшиеся преступники попадают в плен.

## В ролях
| Актёр       | Роль         |
| ----------- | ------------ |
| Саммо Хун   | Дин Ху       |
| Энди Лау    | Ли Чжэнцзю   |
| Чжу Юйчэнь  | Пак Чхан Сон |
| Ли Циньцинь | Пак Сон Ё    |
| Джек Фэн    | Чхве Тон Хон |
| Жаклин Чань | Черри Ли     |